# Fino alla fine (Porno Riviste)
(dal brano L'Uomo del Lunedì)
Fino alla fine è il secondo album in studio della punk band Porno Riviste.

## Tracce
1. O.V.P.R.S.
2. Spazio
3. Tutto uguale
4. Qual è la malattia?
5. Nudo
6. Pezzi di me
7. Lontano da me
8. L'urlo
9. L'uomo del lunedì
10. Se sei nel dubbio
11. L'Ale vive nei boschi
12. Ti spacca
13. Angoli blu
14. Mi sto fissando
15. (Ghost Track)

## Formazione
- Tommi – chitarra, voce
- Dani – chitarra, voce
- Marco – basso, voce
- Rambo – batteria